# コマルカ・デ・キローガ
コマルカ・デ・キローガ（Comarca de Quiroga）はスペインガリシア州ルーゴ県のコマルカで、同県の最南東部、カスティーリャ・イ・レオン州との州境に位置する。
フォルゴーソ・ド・コウレル、キローガ、リバス・デ・シルの3自治体によって構成される。
隣接するコマルカは、北がコマルカ・ドス・アンカーレスとコマルカ・デ・サリア、西がコマルカ・ダ・テーラ・デ・レモスと、南がコマルカ・ダ・テーラ・デ・カルデーラスとコマルカ・ダ・テーラ・デ・トリーベスと（両コマルカともオウレンセ県）、東がコマルカ・デ・バルデオーラス（オウレンセ県）とカスティーリャ・イ・レオン州のレオン県に接している。
面積は578km²で、2010年の人口は6,097人（2007年：6,441人）。コマルカの中心地区は自治体キローガのキローガ教区のキローガ地区。

## 地理
| コマルカ・デ・キローガの構成自治体（2010年）           |            |             |                    |
| 自治体                                                 | 人口（人） | 面積（km²） | 人口密度（人/km²） |
| フォルゴーソ・ド・コウレル                             | 1,196      | 192.8       | 6.2                |
| キローガ                                               | 3,766      | 317.4       | 11.9               |
| リバス・デ・シル                                       | 1,135      | 67.8        | 16.7               |
| 計                                                     | 6,097      | 578.0       | 10.5               |
| 出典: INE（スペイン国立統計局）、IGE（ガリシア統計局） |            |             |                    |